# 大阪バイオメディカル専門学校

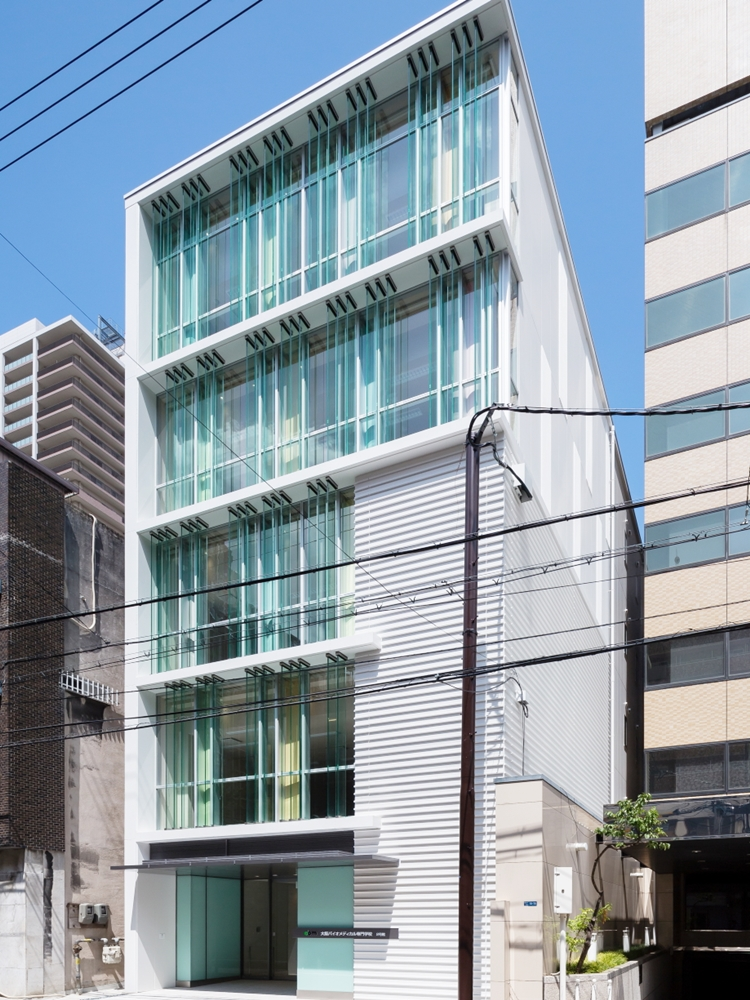
大阪バイオメディカル専門学校2号館

大阪バイオメディカル専門学校（おおさかバイオメディカルせんもんがっこう）は、学校法人佐藤学園が運営する大阪府大阪市中央区にある専修学校である。

## 概要
略称はobm。バイオ技術者・細胞培養士・臨床検査技術者などバイオ関連分野と、医療事務員・医療秘書（医療クラーク）・精神保健福祉士・ソーシャルワーカー・カウンセラーなどメディカル分野の人材育成を行っている。
2004年（平成16年）4月に開校。「生きる」を支えるプロを育成する学校として、医療技術・食品・環境など人間の生活に密着し、iPS細胞でも話題のバイオ業界と、少子化・高齢化社会の中で人材不足が続く医療・福祉・こども関連業界の職業教育を行っている。学科としては、バイオテクノロジー分野に対する「バイオ学科」「バイオ技術学科」と、医療・福祉・こども関連分野に対する「医療事務総合学科」「医療福祉心理学科」を設置している。
2016年（平成28年）9月に付近に2号館を新設。

## 沿革
- 2004年（平成16年） - 開校。
- 2015年（平成27年）8月5日・7日 - 大阪市が民間企業・団体との協働により実施するイベント「こども夢・創造プロジェクト」の開催協力校のひとつとして、小中学生を対象とした理科実験教室を開催した。同イベントには前年の2014年（平成26年）8月6日 - 8日にも参加している[1]。

## 学科
バイオ学科（昼間3年制）
- ライフサイエンスコース（医薬品分野・細胞培養分野・臨床検査・遺伝子分野・化粧品分野・食品分野）
- エコサイエンスコース（環境分野）

バイオ技術学科（昼間2年制）
- 細胞培養コース（細胞培養・再生医療・再生美容）
- 安全性試験コース
- 病理コース

医療事務総合学科（昼間2年制）
- 医療事務ITコース
- 医療秘書コース
- 病棟クラークコース
- 小児クラークコース
- 医療心理セラピーコース
- 医療保育コース
- トータルビューティコース

医療福祉心理学科（昼間3年制）
- 精神保健福祉コース
- 精神保健福祉（こども選択）コース
- 心理カウンセリングコース
- 心理カウンセリング（こども選択）コース

## 所在地
- 〒542-0082：大阪府大阪市中央区島之内1丁目14-30

## 最寄り駅
- 大阪メトロ堺筋線・長堀鶴見緑地線 長堀橋駅6番出口から徒歩で約1分。
- 大阪メトロ御堂筋線 心斎橋駅5番出口から徒歩で約8分。